# Lingua tedesca hutterita
Il tedesco hutterita o semplicemente hutterita (Hutterisch) è un dialetto appartenente al gruppo del Tedesco superiore, insieme di dialetti della lingua austro-bavarese che è una varietà del tedesco. Il Tedesco hutterita è parlato dalla comunità degli Hutteriti in Canada e negli Stati Uniti d'America. Spesso l'hutterita veniva definito tirolese o basso tedesco, ma questi sono anacronismi.

## Distribuzione e letteratura
L'hutterita è parlato negli stati di Washington, Nord e Sud Dakota, Montana e Minnesota, così come nelle provincie canadesi dell'Alberta, Saskatchewan e Manitoba. I locutori di questa lingua appartengono ai gruppi hutteriti denominati Schmiedleit, Lehrerleit e Dariusleit, ma un tempo era parlato tra i Prairieleit (i discendenti di quegli Hutterites che hanno scelto di non stabilirsi in colonie). I bambini hutteriti che crescono nelle colonie apprendono a parlare prima in hutterita, lingua primaria in quelle comunità, e poi in inglese.
Al 2003 vi erano circa 34.000 persone che lo parlavano al mondo: l'85% di essi vivevano in 333 comunità in Canada ed il rimanente 15% in 123 comunità negli Stati Uniti. Generalmente gli Hutteriti hanno una conoscenza funzionale dell'inglese. L'Hutterisch è in massima parte una lingua non scritta; tuttavia, nell'agosto del 2006 l'autrice hutterita Linda Maendel ha realizzato una storia per bambini intitolata Lindas Glücklicher Tag, nella quale tutti i dialoghi sono scritti in Hutterisch. Maendel sta anche lavorando ad una serie di storie bibliche.

## Storia e lingue collegate
L'hutterita discende dal tedesco che era parlato nella regione della Carinzia in Austria, verso la metà del XVIII secolo. Si trattava di una lingua austro-bavarese, comprensibile solo al 50% per coloro che parlano il tedesco della Pennsylvania, che è una variante dei dialetti parlati nel Palatinato. Il tedesco hutterita è strettamente collegato con la lingua bavarese (parlata in Baviera ed Austria), il cimbro (parlato in alcune zone del Veneto e del Friuli) ed il mocheno (Trentino).
Un tempo gli Hutteriti parlavano il tirolese, ma oggi non più. Il passaggio al dialetto della Carinzia si ebbe in Europa durante gli anni delle  persecuzioni religiose in Europa, quando le comunità hutterite vennero devastate.
La lingua ha in seguito adottato alcune parole slave, così come ha preso in prestito termini dall'Inglese: tutto ciò è dovuto alle migrazioni degli Hutteriti in Europa orientale ed, in seguito, in Nord America.